# Celestino Bruno
Celestino Bruno (talvolta ricordato nelle fonti come Celestino Bruni; Melfi, ... – 31 maggio 1664) è stato un vescovo cattolico e teologo italiano.

## Biografia
Nato a Melfi (non a Venosa come riportato in alcune fonti del tempo), da Vincenzo, medico e botanico, e Antonia Soprano, intraprese i primi studi nel suo luogo natio sotto l'egida del padre. Successivamente, entrò nell'ordine di Sant'Agostino e, nel 1649, fu generale dell'ordine agostiniano in Corsica.
Insegnò logica presso l'università Sapienza di Roma e fu dottore del Sacro Collegio dei Teologi di Napoli. Si trasferì, per alcuni anni, in Francia ove scrisse una raccolta di dissertazioni contro gli atteggiamenti della chiesa francese durante il pontificato di Innocenzo X. Nel 1653 fu ordinato vescovo di Boiano e partecipò al concilio di Benevento tenutosi nel 1656. Morì il 31 maggio 1664 e fu sepolto nella chiesa di San Leonardo di Campobasso.

## Opere
- Parva logica sive praeludium necessarium ad arduam logicae disciplinam (1618)
- Apes urbanae sive de viris illustribus (1618)
- Quodlibeticum disputationum pars prior theologica eti. cum duplici indice (1641)

## Genealogia episcopale
La genealogia episcopale è:
- Cardinale Scipione Rebiba
- Cardinale Giulio Antonio Santori, O.P.
- Vescovo Placido della Marra
- Cardinale Melchior Khlesl
- Cardinale Giovanni Battista Maria Pallotta
- Vescovo Celestino Bruno, O.S.A.